# Gilmore (Familienname)
Gilmore ist ein englischer Familienname.

## Namensträger
- Alan C. Gilmore, neuseeländischer Astronom
- Alexie Gilmore (* 1976), US-amerikanische Schauspielerin
- Alfred Gilmore (1812–1890), US-amerikanischer Politiker
- Artis Gilmore (* 1949), US-amerikanischer Basketballspieler
- Brady Gilmore (* 2001), australischer Radrennfahrer
- Buddy Gilmore (1880–nach 1922), US-amerikanischer Ragtime- und Jazzmusiker
- Charles Gilmore (Eisschnellläufer) (* 1950), US-amerikanischer Eisschnellläufer
- Charles W. Gilmore (1874–1945), US-amerikanischer Wirbeltier-Paläontologe

- David Gilmore (* 1964), US-amerikanischer Jazz-Gitarrist
- David D. Gilmore (* 1943), US-amerikanischer Anthropologe
- Eamon Gilmore (* 1955), irischer Politiker
- Edward Gilmore (1867–1924), US-amerikanischer Politiker
- Eugene Allen Gilmore (1871–1953), US-amerikanischer Rechtswissenschaftler und Politiker
- Frederick Gilmore (1887–1969), Boxer, Bronzemedaillengewinner 1904
- Gail Gilmore (* 1950), US-amerikanische Opernsängerin (Mezzosopran)
- Gary Gilmore (1940–1977), US-amerikanischer Raubmörder
- Gerard F. Gilmore (* 1951), neuseeländisch-britischer Astronom
- Glen Gilmore (* 1971), australischer Polospieler
- Graeme Gilmore (* 1945), australischer Radrennfahrer
- Jared S. Gilmore (* 2000), US-amerikanischer Schauspieler
- Jim Gilmore (* 1949), US-amerikanischer Politiker
- Jimmie Dale Gilmore (* 1945), US-amerikanischer Songschreiber
- John Gilmore (Politiker) (1780–1845), US-amerikanischer Politiker
- John Gilmore (Musiker) (1931–1995), US-amerikanischer Jazzmusiker
- John Gilmore (Autor) (Jonathan Gilmore; 1935–2016), US-amerikanischer Schriftsteller, Journalist und Schauspieler
- John Gilmore (Bürgerrechtler) (* 1955), US-amerikanischer Bürgerrechtler
- Joseph A. Gilmore (1811–1867), US-amerikanischer Politiker
- Joseph Michael Gilmore (1893–1962), US-amerikanischer Geistlicher, Bischof von Helena
- Lowell Gilmore (1906–1960), US-amerikanischer Schauspieler
- Marcus Gilmore (* 1986), US-amerikanischer Schlagzeuger
- Marque Gilmore, US-amerikanischer Schlagzeuger und Perkussionist
- Mary Gilmore (1865–1962), australische Schriftstellerin
- Matthew Gilmore (* 1972), belgischer Radrennfahrer
- Mikal Gilmore (* 1951), US-amerikanischer Journalist und Schriftsteller
- Pascal P. Gilmore (1845–1931), US-amerikanischer Soldat und Politiker
- Patrick Gilmore (Komponist) (1829–1892), US-amerikanischer Komponist, Musiker und Textdichter
- Patrick Gilmore (Produzent), Videospielproduzent und Filmregisseur
- Patrick Gilmore (Schauspieler)  (* 1976), kanadischer Schauspieler
- Peter Gilmore (1931–2013), britischer Schauspieler
- Peter Howard Gilmore (* 1958), US-amerikanischer Autor und Geistlicher
- Raymond Maurice Gilmore (1907–1983), US-amerikanischer Zoologe
- Rebecca Gilmore (* 1979), australische Wasserspringerin, siehe Rebecca Manuel
- Rochelle Gilmore (* 1981), australische Radsportlerin
- Ronald Michael Gilmore (* 1942), US-amerikanischer Geistlicher, Bischof von Dodge City
- Rosamund Gilmore (* 1955), englische Choreografin und Regisseurin
- Ruth Wilson Gilmore (* 1950), US-amerikanische Geographin sowie Theoretikerin und Aktivistin
- Samuel Louis Gilmore (1859–1910), US-amerikanischer Politiker
- Sheila Gilmore (* 1949), schottische Politikerin
- Stephanie Gilmore (* 1988), australische Surferin
- Stephon Gilmore (* 1990), US-amerikanischer American-Football-Spieler
- Steve Gilmore (* 1943), US-amerikanischer Jazzmusiker
- Stuart Gilmore (1909–1971), US-amerikanischer Filmeditor und Filmregisseur
- Virginia Gilmore (1919–1986), US-amerikanische Schauspielerin
- William Gilmore (1895–1969), US-amerikanischer Rudersportler